# Jerónimo Vieira da Silva de Tovar
Jerónimo Vieira da Silva de Tovar, Capitão de Cavalaria e Governador Militar dos concelhos de Besteiros e Sabugosa, na Guerra Peninsular  (Molelos, 06-10-1737 -  Molelos, 30-07-1818). 
Foi Fidalgo da Casa Real, 9º morgado de Molelos, Senhor das Honras de Molelos e Botulho, do morgado dos Tovares na Batalha, Administrador da capela do bispo D. Gil Alma.
Casou em Penalva de Castelo em 15 de Agosot de 1772 com Margarida Josefa de Melo Albuquerque e Menezes, nascida em Penalva do Castelo em 22 de março de 1743 e falecida a 21 de Julho de 1823, em Molelos. Era filha de Francisco de Albuquerque de Castro Pereira, Fidalgo da Casa Real, comendador de São Martinho das Chãs na  Ordem de Cristo, Coronel Auxiliar de Infantaria, Mestre de Campo do Termo de Auxiliares de Viseu, 10º senhor do morgado de Melo, da Lousã, 5º senhor da casa da Ínsua e senhor de Espichel, e de sua mulher, Isabel Antónia de Melo Cáceres.
Do casamento com Margarida Josefa de Melo Albuquerque e Menezes, houve dez filhos. 
• Francisco de Paula Vieira de Tovar e Albuquerque, General Visconde de Molelos, nasceu em 8 de Fevereiro de 1774 em Molelos.
• Diogo Vieira da Silva de Tovar e Albuquerque, nasceu em 8 de Março de 1775.
• Manuel Vieira de Albuquerque e Tovar. Nasceu a 28 de Abril de 1776. 
• Maria da Esperança, faleceu de tenra idade.  
•  Josefa Margarida Vieira de Tovar de Albuquerque e Melo, casou com Manuel Barata da Foseca Arnaut, tiveram descendencia. 
• Sancha Vieira de Tovar e Albuquerque, nasceu em 1780, casou com Bernardo Madeira de Abreu Brandão, tiveram descendencia. 
•  Luís, morreu de tenra idade.
• João Vieira de Tovar e Albuquerque. Nasceu em Molelos em 24 de Abril de 1783
• José Maria Vieira de Tovar e Albuquerque, nasceu em 6 de Agosto de 1784; Frade Conventual no Convento de Palmela, Comendador da Ordem de Santiago da Torre e Espada; Prelado Abade de Soalhães, faleceu na Casa de Folhadosa, em 11 de Abril de 1869. 
• António Vieira de Tovar e Albuquerque [2], nasceu em Molelos em 15 de Maio de 1786. Foi Juiz Desembargador da Relação do Porto. Casou com sua sobrinha Maria Carlota Vieira de Tovar Pinto, filha do seu irmão Francisco de Paula, tiveram descendencia.
Jerónimo Vieira da Silva de Tovar antes de casar, teve duas filhas gémeas  de Maria Loureiro, solteira natural de Santiago de Besteiros; Maria e Teresa, baptisadas em 28 de Janeiro de 1770.